# 呂溫
呂溫（772年—811年），字和叔，又字化光，河中（今山西永濟）人。唐朝诗人、官员。具法家思想，主張重刑重罰。

## 生平
父呂渭官至禮部侍郎。呂溫生於大歷七年（772年），早年師從陆質治《春秋》，“性险躁，谲诡而奸利”，贞元十年（794年）应河南府试，貞元十四年登进士第，次年中博学宏词科，授集贤殿校书郎，与翰林学士韦执谊相善，两人同被太子侍书王叔文所倚重。十九年任左拾遗，次年作为副使随工部侍郎张荐出使吐蕃。行至凤翔时，官职转为侍御史，赐绯袍牙笏。之后顺宗即位，张荐卒于青海，呂溫被扣留一年。当时王叔文掌权，呂溫的东宫同事先后被任用，呂溫在蕃中常悲叹时运不济。元和元年（806年），呂溫使团被放回，改官戶部員外郎，此时王叔文失势，柳宗元等二王八司馬被贬官，而呂溫则因是外派使者而幸免。
此后历任司封员外郎、刑部郎中。李吉甫原本与窦群、羊士谔、吕温交好。憲宗元和三年（808年）秋，因与御史中丞窦群、侍御史羊士谔一起陷害宰相李吉甫，被宪宗察觉，被貶均州刺史，朝议时认为处罚太輕，再贬为道州刺史，五年（810年）转为衡州（今湖南衡阳）刺史，元和六年八月病卒於任所，年僅四十。柳宗元寫祭文痛悼：“志不得行，功不得施。……临江大哭，万事已矣！”吕温文体富艳，有丘明、班固之风，所著《凌烟阁功臣铭》、《张始兴画赞》、《移博士书》，颇为文士所赏，世以“吕衡州”称之。好友刘禹锡整理《呂衡州集》十卷傳世，与《骆宾王集》十卷、《李元宾集》六卷，合稱《唐人三家集》。
弟弟吕恭、吕俭皆官至侍御史，弟弟吕让（793—855），字逊叔，官至秘书监。吕温嫡母是柳识之女，柳宗元是柳识之弟柳浑的“从孙”。柳写有《送表弟吕让将仕进序》一文。吕让的儿子吕，即道教知名仙人吕洞宾。